# Греем-Белл
Острів Гре́ем-Белл (рос. Остров Гре́эм-Белл) — острів в архіпелазі Франца-Йосифа в Північному Льодовитому океані, адміністративно входить до Архангельської області Росії.

## Географія
Острів Грем-Белл — один з найбільших островів групи. Розташований на схід від Землі Вільчека, відокремлений від неї вузькою протокою, відомою як протока Моргана. Це також найсхідніший острів Землі Франца Йосифа. Мис Кользат, найсхідніша точка архіпелагу на 81°14′ пн.ш., 65°10′ сх.д., лежить на східному березі острова Греем-Белл. Мис Кользат означує напівнічно-західніший кут Карського моря і є значним географічним орієнтиром, також він частково заледенілий.
Найвища точка острова Греем-Белл, заввишки 509 м, — вершина Купола Вітряного (Купол Ветреный), великого крижаного купола, що покриває західну частину острова.

## Історія
Відкритий у 1899 році під час санної поїздки американським метеорологом Івліном Болдуїном і названий на честь винахідника Александра Грем Белла . Не слід плутати острів Греем Белл з меншим островом Белл, який також є частиною архіпелагу Франца Йосифа і який названий на честь фігури (англ. bell, дзвін), а не людини.
Острів є домом для форпосту часів холодної війни і для аеродрому Греем-Белл (81°09′ пн. ш. 64°17′ сх. д. / 81.150° пн. ш. 64.283° сх. д.) на північно-східній частині острова. Це найбільший аеродром архіпелагу, має злітно-посадкову смугу 2100 м завдовжки. 
З 1950-х років тут регулярно сідали радянські вантажні та винищувальні літаки. Злітно-посадкова смуга була придатною для використання лише протягом 8 місяців з достатньо промерзлим грунтом. До того, як його закрили, він також використовувався для туристичних подорожей вертольотом по російській Арктиці як зупинка та заправна база. 
База була повністю закрита в 1994 році. Аеродром почав руйнуватися, а згодом був закритий для звичайних відвідувачів.
У 2012 році ВПС Росії вирішили відкрити аеродром Греем-Белл в рамках серії відкриття авіабаз в Арктиці.